# Мария Луиза Елизавета Французская
Мария Луиза Елизавета (фр. Marie-Louise-Élisabeth de France; 14 августа 1727[…], Версаль — 6 декабря 1759[…], Версаль) — французская принцесса, старшая дочь короля Людовика XV. Сестра-близнец принцессы Анны Генриетты. В семейном кругу её называли Мадам Рояль, Мадам Премьер, Мадам Елизавета и Бабетта. Елизавета была единственной из дочерей Людовика XV, вышедшей замуж.

## Биография
В 12 лет она была выдана замуж за кузена, третьего сына испанского короля Филиппа V, 19-летнего Филиппа, герцога Пармского. Французский двор был не доволен этим браком, Филипп был всего лишь третьим королевским сыном, и вероятность того, что она сама станет королевой, была невелика. После свадьбы Елизавету стали называть при французском дворе Мадам Инфанта. Принцесса выросла в атмосфере любви, и прощание с родными, особенно с сестрой-близнецом, было тяжёлым. Елизавета, заливаясь слезами, повторяла: «Это навсегда, Боже мой, это навсегда!».
Девочка прибыла к испанскому двору в октябре 1739 года и сразу попала под давление свекрови, Елизаветы Фарнезе, имеющей сложный характер, к тому же при испанском дворе господствовал строгий церемониал. Принцесса жаловалась на это своему отцу в письмах.
В Испании в декабре 1741 года Елизавета родила дочь принцессу Изабеллу Пармскую, которая позднее стала женой Иосифа II, императора Священной Римской Империи, брата Марии-Антуанетты.
В Парме в начале 1751 года, спустя десять лет после рождения первой дочери, у неё родился сын Фердинанд, будущий герцог Пармский. В том же 1751 году, в декабре появилась дочь Мария Луиза Пармская, будущая королева Испании.
В 1748 году чета герцогов перебралась в Парму. В этом же году Елизавета впервые после замужества побывала во Франции и задержалась почти на год. Она будет посещать Францию ещё несколько раз, всегда подолгу гостя. Она сблизилась с фавориткой своего отца, мадам де Помпадур, чем настроила против себя брата и сестёр, но угодив тем самым отцу.
Умерла Елизавета в 1759 году в возрасте 32 лет от оспы во время своего очередного визита во Францию, и была похоронена в базилике Сен-Дени. Её могила была разрушена в период Великой французской революции.

## Иллюстрации

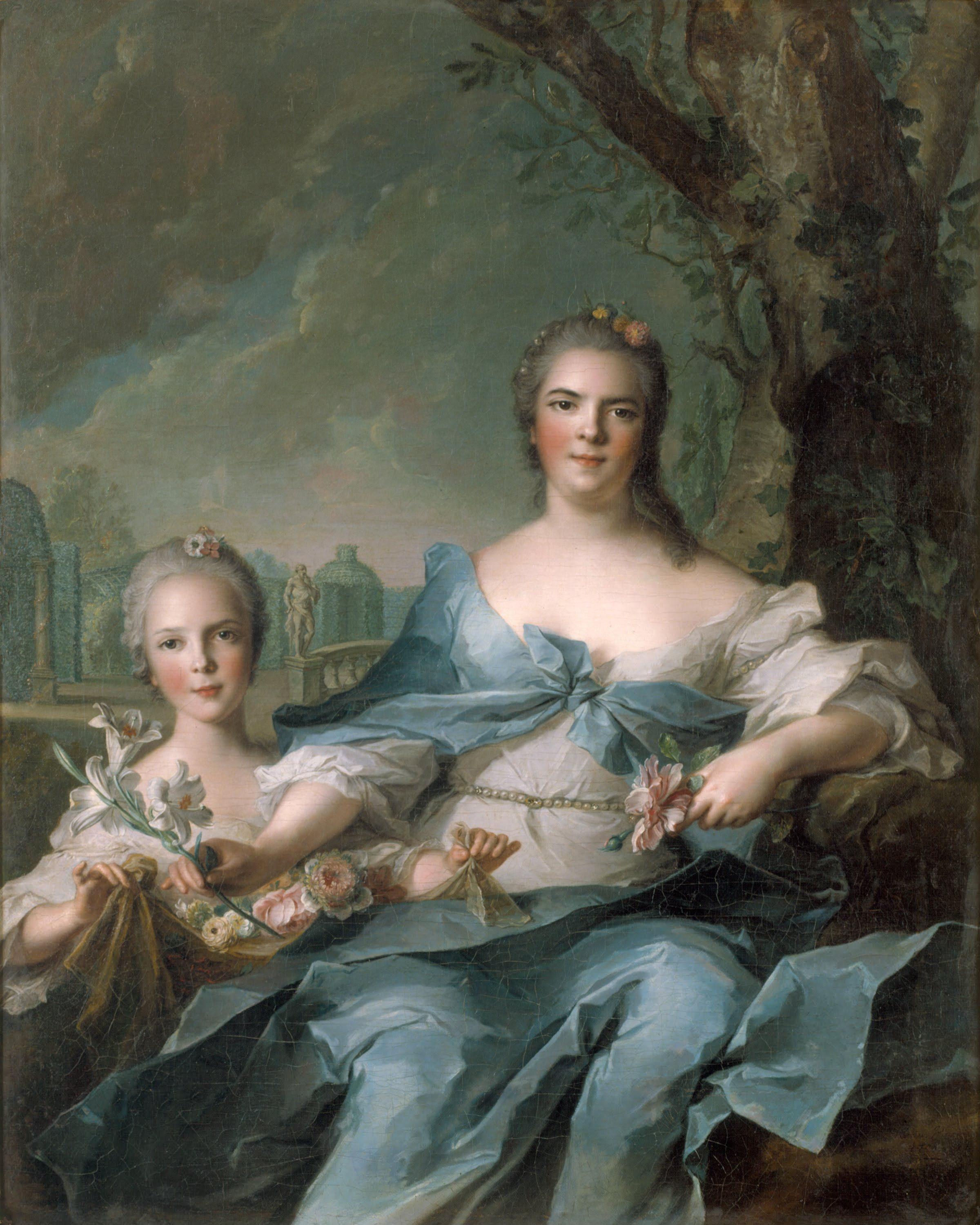
Принцесса Мария Луиза Елизавета вместе с дочерью Изабеллой.
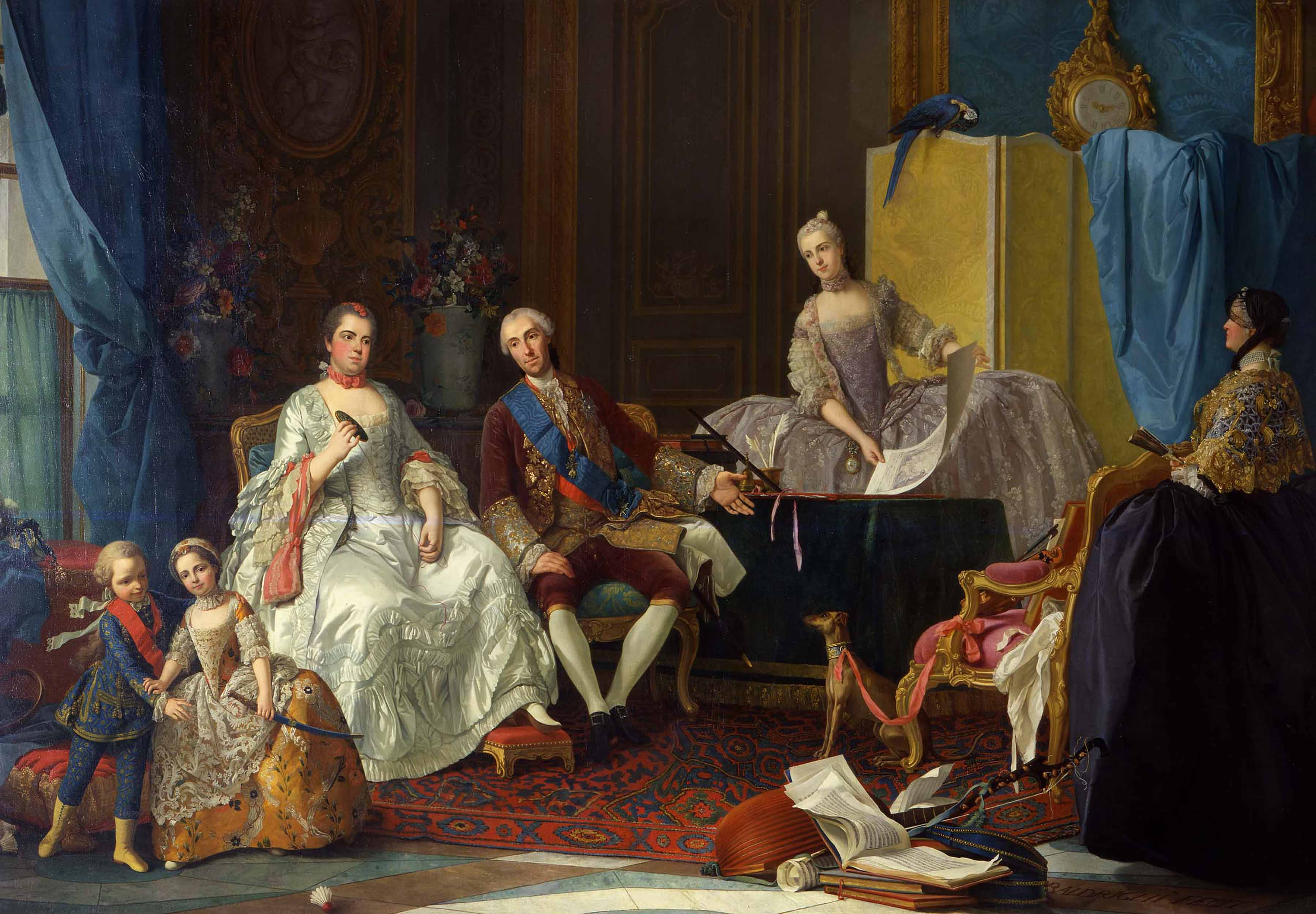
Принцесса и её семья.
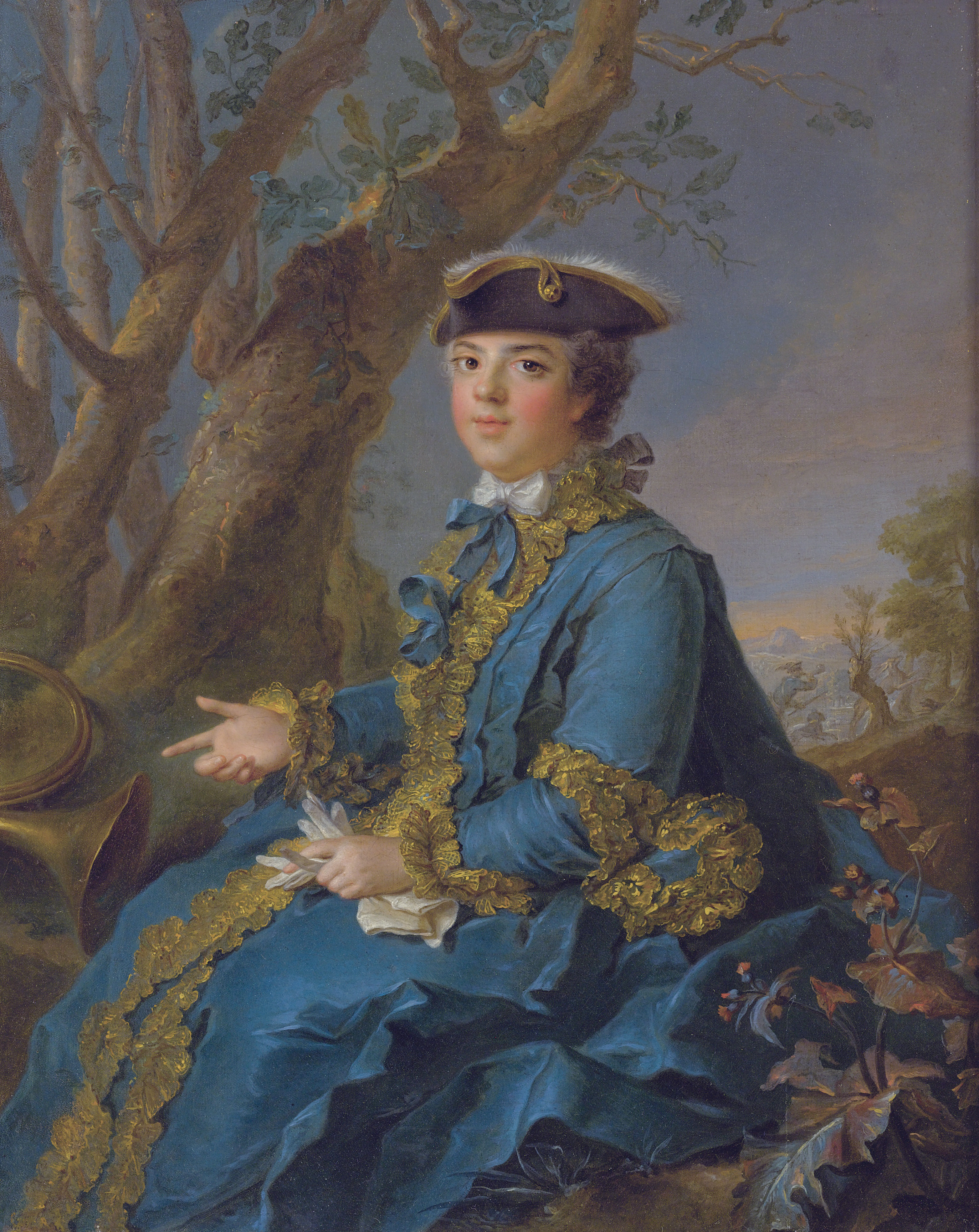
Портрет принцессы кисти Жана Марка Натье.
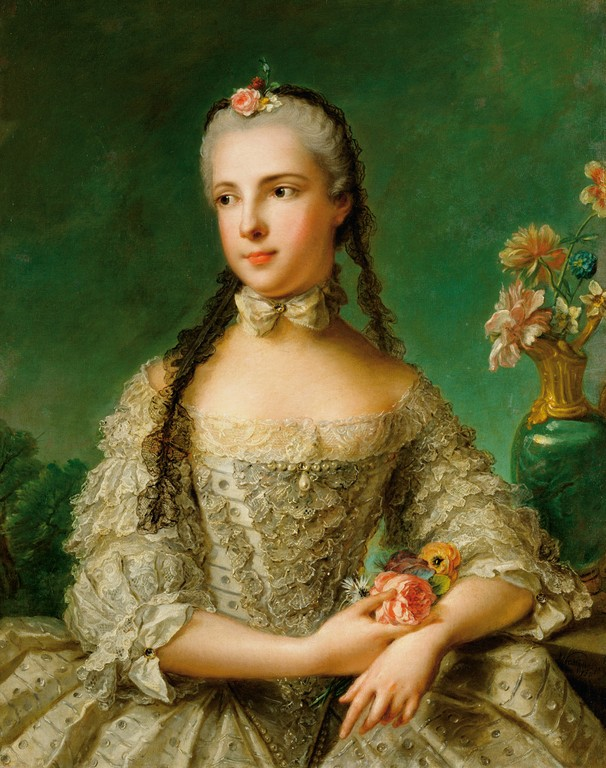
Дочь Изабелла — эрцгерцогиня Австрийская, кронпринцесса Венгрии и Богемии.
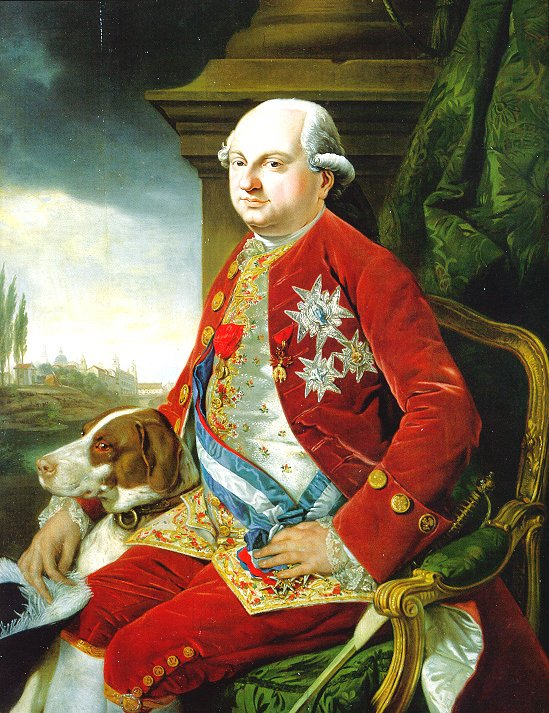
Сын Фердинанд — герцог Пармский.
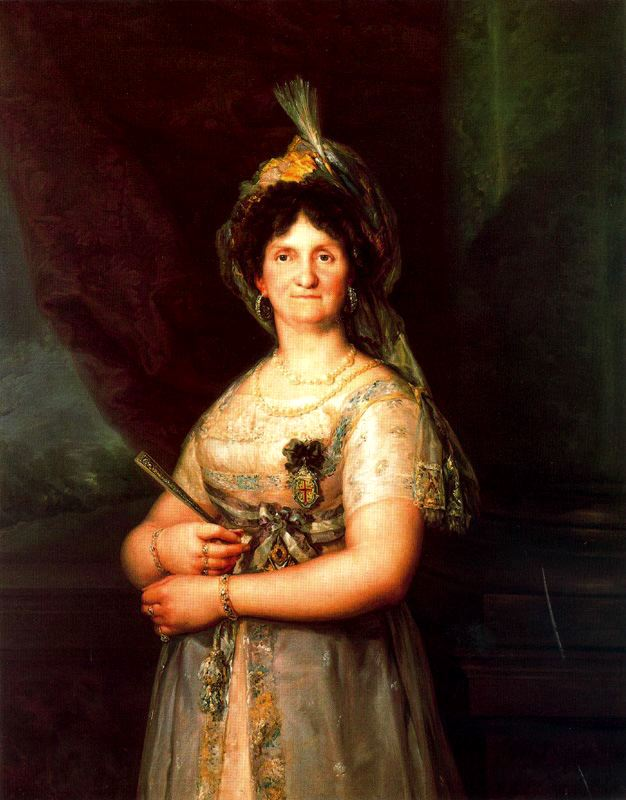
Дочь Мария Луиза — королева Испании.